# 1702년
1702년은 일요일로 시작하는 평년이다.

## 연호
- 청(淸) 강희(康熙) 41년
- 일본(日本) 겐로쿠(元禄) 15년
- 후 레 왕조(後黎朝) 찐호아(正和) 23년

## 기년
- 류큐(琉球) 쇼테이왕(尚貞王) 34년
- 청(淸) 성조 강희제(聖祖 康熙帝) 41년
- 조선(朝鮮) 숙종(肅宗) 28년
- 후 레 왕조(後黎朝) 희종(熙宗) 27년

## 사건
- 4월 23일 - 앤 여왕, 영국 왕으로 즉위.
- 음력 12월 15일 - 아코번에서 무사들이 관리의 처소를 습격.

## 사망
- 3월 8일 - 윌리엄 3세, 잉글랜드 국왕이자 네덜란드 오라녜 공작.